# Ilmari Käihkö
Ilmari Käihkö, född i Lahtis, är docent och universitetslektor i krigsvetenskap vid Försvarshögskolan i Stockholm.
Käihkö växte upp i Lahtis och studerade vid Uppsala universitet. Han gjorde sin värnplikt vid Björneborgs brigad och tjänstgjorde i en insats i Tchad. Han disputerade 2016 i Uppsala på avhandlingen: "Bush generals and small boy battalions: Military cohesion in Liberia and beyond". Sedan 2018 är han lektor vid Försvarshögskolan. Han studerar bland annat krigens sociologi genom etnografiska metoder. Han har ägnat 3,5 år åt fältarbete i Afrika och Ukraina, däribland 15 månader i Liberia med intervjuer med tidigare stridande i det andra inbördeskriget (1999–2003). Hans forskning handlar bland annat om strategi och modern krigföring i Afghanistan och Ukraina.